# Zuidwest-Saksisch voetbalkampioenschap 1916/17
In 1916/17 werd het twaalfde voetbalkampioenschap van Zuidwest-Saksen gespeeld, dat georganiseerd werd door de Midden-Duitse voetbalbond. Chemnitzer BC werd kampioen en plaatste zich zo voor de Midden-Duitse eindronde. De club versloeg FC 02 Schedewitz met 1:5 en verloor dan met 2:7 van Dresdner FC Fußballring 1902.

## 1. Klasse
| Plaats | Club                      | Wed. | W | G | V | Saldo | Ptn.  |
| ------ | ------------------------- | ---- | - | - | - | ----- | ----- |
| 1.     | Chemnitzer BC 1899        | 10   | 8 | 0 | 2 | 39:12 | 16:04 |
| 2.     | FC Hohenzollern Chemnitz  | 10   | 6 | 1 | 3 | 13:07 | 13:07 |
| 3.     | SV Sturm Chemnitz         | 10   | 5 | 1 | 4 | 25:13 | 11:09 |
| 4.     | SV Teutonia 1901 Chemnitz | 10   | 4 | 0 | 6 | 15:19 | 08:12 |
| 5.     | Mittweidaer FC 1899       | 10   | 2 | 0 | 8 | 07:14 | 04:16 |
| 6.     | FC Hellas Chemnitz        | 10   | 2 | 0 | 8 | 06:40 | 04:16 |

Mitweidaer FC 1899 trok zich in november 1916 terug, resterende wedstrijden werden als overwinning voor de tegentander geteld. 
|  | Kampioen, geplaatst voor Midden-Duitse eindronde |
|  | Degradatie                                       |